# Ellingsøy
Ellingsøy o Ellingsøya és l'illa més septentrional del municipi d'Ålesund, al comtat de Møre og Romsdal, Noruega. Amb una superfície de 22 quilòmetres quadrats, Ellingsøy és la segona illa més gran del municipi després d'Oksenøya. L'illa està situada al nord-est de la ciutat d'Ålesund, al nord de les illes de Nørvøya i d'Oksenøya, a l'est de l'illa de Valderøya, i al sud de la península continental de Haram. Els pobles de Hoffland, Arset, i Myklebust estan ubicats al costat sud de l'illa. L'església d'Ellingsøy és l'església principal de l'illa.
Ellingsøy solia ser accessible des d'Ålesund només amb vaixell o per carretera a través del municipi de Skodje, però el submarí túnel d'Ellingsøy, construït el 1987, connecta Ellingsøy amb Ålesund (al sud). Ellingsøy té un equip de futbol, Ellingsøy IL, que juga actualment a la 5a divisió a Noruega. El seu entrenador és Dag Runa Skotte.